# Sass Gábor
Sass Gábor (Budapest, 1891. november 28. – Győr, 1980. szeptember 15.) gépészmérnök, egyetemi tanár.

## Életpályája
Sass János és Pfeifer Julianna fiaként született evangélikus családban. A József Műegyetemen 1913-ban szerzett gépészmérnöki oklevelet. Katonai szolgálat után a Keszthelyi Gazdasági Akadémiára, 1934-ben Debrecenbe került, ahonnan 1939-ben Magyaróvárra hívták a Magyaróvári Magyar Királyi Gazdasági Akadémia Műszaki Tanszéke és a Gépkísérleti Állomás vezetésére. Itt sikerült javítania a feltételeken, így 1941-ben az állomás kibővítette hatáskörét és felvette a Mezőgazdasági Gépkísérleti Intézet nevet. A tanintézet 1942-től Mosonmagyaróvári Mezőgazdasági Főiskola, a második világháborút követő központosítás után Magyar Agrártudományi Egyetem Mosonmagyaróvári Osztálya néven működött, Sass Gábort pedig egyetemi tanárnak nevezték ki. Előadásaival, jelentéseivel és tanulmányaival rendszeresen számot adott a Gépkísérleti Intézet munkájáról. Sass 1949-ig vezette a tanszéket és az intézetet, mivel a kommunista hatalomátvétel után ideiglenesen 1954-ig beszüntették az oktatást a tanintézményben, illetve a Gépkísérleti Intézetet Budapestre helyezték át. Ezután a Mosonmagyaróvári Mezőgazdasági Gépgyárnál kapott munkát. 1954-ben, amikor a tanintézet Mosonmagyaróvári Mezőgazdasági Akadémia néven újra megnyílt, ismét Sass Gábor kapott megbízást a Géptani Tanszék vezetésére. 1958-ig dolgozott, ekkor 67 éves korában nyugdíjba vonult. 1980-ban Győrben halt meg.
Felesége Csonka Erzsébet volt, akivel 1919. május 3-án Rákospalotán kötött házasságot.

## Fontosabb művei
- A fogatos kapák és használatuk (Budapest, 1929)
- Az aratás és cséplés mechanikai eszközeinek legújabb fejlődése (Budapest, 1931)
- Kisgazdaságok gépeinek kezelése és használata (1934)
- Gazdasági géptan (Budapest, 1937)
- Gazdasági gépek (A gazda aranykönyve) (Budapest, 1944)